# Komisariat Straży Granicznej „Lipienice”
Komisariat Straży Granicznej „Lipienice” – jednostka organizacyjna Straży Granicznej pełniąca służbę ochronną na granicy państwowej w latach 1930–1939.

## Formowanie i zmiany organizacyjne
Na bazie podkomisariatu z komisariatu Straży Granicznej „Brzeźno” zorganizowano w składzie Inspektoratu Granicznego nr 6 „Kościerzyna” komisariat Straży Granicznej „Borzyszkowy”. Rozkazem nr 12 z 10 stycznia 1930 roku w sprawie reorganizacji Pomorskiego Inspektoratu Okręgowego dowódca Straży Granicznej płk Jan Jur-Gorzechowski ustalił organizację komisariatu.
Rozkazem nr 2 z 30 listopada 1937 roku w sprawach [...] przeniesienia siedzib i likwidacji jednostek, dowódca Straży Granicznej płk Jan Gorzechowski przeniósł siedzibę komisariatu i placówki II linii „Bokrzyszkowy” do Lipienic.
We wrześniu 1939 pluton wzmocnienia Komisariatu rozmieszczony był w luce pomiędzy Pomorską Brygadą Kawalerii, a Zgrupowaniem „Chojnice”. W razie przekroczenia przez Niemców granicy państwowej, miał wycofać się do Lubni.

## Służba graniczna
Sąsiednie komisariaty:
- komisariat Straży Granicznej „Lipusz” ⇔ komisariat Straży Granicznej „Brzeźno” − styczeń 1930

## Funkcjonariusze komisariatu
| Kierownicy/komendanci komisariatu | Kierownicy/komendanci komisariatu | Kierownicy/komendanci komisariatu |
| stopień                           | imię i nazwisko                   | okres pełnienia służby            |
| --------------------------------- | --------------------------------- | --------------------------------- |
| komisarz                          | Stanisław Kozakiewicz             |                                   |
| komisarz                          | Ludwik Leopold Weigel             |                                   |
| aspirant                          | Kazimierz Bielecki                | 14 VI 1939 -                      |
| Zastępcy komendanta komisariatu   |                                   |                                   |
| starszy strażnik                  | Stefan Pawłowski                  | 1 V 1939 –                        |

## Struktura organizacyjna
Organizacja komisariatu w styczniu 1930:
- komenda − Borzyszkowy
- placówka Straży Granicznej I linii „Skoszewo”
- placówka Straży Granicznej I linii „Prądzonka”
- placówka Straży Granicznej I linii „Wojsk”
- placówka Straży Granicznej I linii „Glisno”
- placówka Straży Granicznej II linii „Bokrzyszkowy”

Organizacja komisariatu w 1933
- Placówka II linii Borzyszkowy
- Placówka I linii Skoszewo
- Placówka I linii Prądzonka
- Placówka I linii Wojsk
- Placówka I linii Glisno

Organizacja komisariatu w 1936
- Placówka II linii Borzyszkowy
- Placówka I linii Skoszewo
- Placówka I linii Prądzonka
- Placówka I linii Wojsk
- Placówka I linii Glisno
- Posterunek SG Zapcań

Organizacja komisariatu w 1937
- komenda − Lipnica
- Placówka II linii Lipnica
- Placówka I linii Skoszewo
- Placówka I linii Prądzonka
- Placówka I linii Wojsk
- Placówka I linii Glisno